# Aleksander Tupalski
Aleksander Tupalski (* 5. Oktober 1900 in Gelsenkirchen, Deutsches Reich; † 9. Januar 1980 in Canberra, Australien) war ein polnischer Eishockey- und Fußballspieler.

## Karriere

### Eishockey
Aleksander Tupalski spielte für den AZS Warschau und wurde mit diesem zwischen 1925 und 1935 insgesamt fünfmal polnischer Meister. Er nahm für die polnische Eishockeynationalmannschaft zunächst an der Europameisterschaft 1927 in Wien teil, wo er als bester Spieler seiner Mannschaft galt. Auch bei den Olympischen Winterspielen 1928 in St. Moritz vertrat er seine Farben. In den beiden Spielen gegen Schweden (2:2) und Tschechoslowakei (2:3) erzielte er im Turnierverlauf je ein Tor. Ein Jahr später nahm er an der Europameisterschaft in Budapest teil, wo er mit der polnischen Auswahl die Silbermedaille gewann. Bei der Heim-Weltmeisterschaft 1931 in Krynica-Zdrój stand er ebenfalls im polnischen Kader und erreichte mit seinem Team bei diesem Turnier nicht nur einen vierten WM-Platz, sondern auch erneut den Titel des Vize-Europameisters.
Bei den Olympischen Winterspielen 1936 war er zusammen mit Lucjan Kulej Cheftrainer der polnischen Nationalmannschaft.

### Fußball
Auch auf dem grünen Rasen machte Tupalski Karriere. Er spielte von 1923 bis 1928 bei Polonia Warschau und anschließend bis 1930 bei Gedania Danzig. 1925 debütierte er gegen Estland in der polnischen Nationalelf. Insgesamt absolvierte er 1925/26 drei Länderspiele, in denen er ein Tor erzielte.
Später wanderte er nach Australien aus, wo er auch starb.

## Erfolge und Auszeichnungen
- 1929: Silbermedaille bei der Eishockey-Europameisterschaft
- 1931: Vizeeuropameister bei der Eishockey-Weltmeisterschaft

Anmerkung: Ab 1930 wurden (mit Ausnahme des Jahres 1932) die Europameisterschaftsplatzierungen im Rahmen der Weltmeisterschaft vergeben.